# سلیم‌های سینه‌نواری
سلیم‌های سینه‌نواری (نام علمی: Charadrius) سرده‌ای از پرندگان آبچر عضو تیره سَلیمان است که اعضایش در سرتاسر جهان یافت می‌شوند. اغلب پرنده‌های عضو این سرده دارای نوارهایی رنگی به دور سینه یا گردن خود هستند.

## فهرست گونه‌ها
بر پایه طبقه‌بندی مرجع انجمن بین‌المللی پرنده‌شناسی (نسخه ۳٫۱ سال ۲۰۱۲):
- سلیم نیوزیلند یا سلیم سینه‌سرخ، Charadrius obscurus
- سلیم طوقی بزرگ، Charadrius hiaticula
- سلیم نیم‌پرده‌دار، Charadrius semipalmatus
- سلیم نوک‌دراز، Charadrius placidus
- سلیم طوقی کوچک، Charadrius dubius
- سلیم ویلسون، Charadrius wilsonia
- سلیم دم‌گوه‌ای، Charadrius vociferus
- سلیم پازرد، Charadrius melodus
- سلیم ماداگاسکار، Charadrius thoracicus
- سلیم کیت‌لیت، Charadrius pecuarius
- سلیم سن هلنا، Charadrius sanctaehelenae
- سلیم سه‌نواره، Charadrius tricollaris
- سلیم فورب، Charadrius forbesi
- سلیم پاسیاه کوچک، Charadrius alexandrinus
- سلیم برفی، به تازگی پیشنهاد شد تا در دسته دیگری قرار گیرد، Charadrius nivosus
- سلیم جاوه‌ای، Charadrius (alexandrinus) javanicus
- سلیم پیشانی‌سفید، Charadrius marginatus
- سلیم بالاسرقرمز، Charadrius ruficapillus
- سلیم مالزیایی، Charadrius peronii
- سلیم نواربلوطی، Charadrius pallidus
- سلیم طوق‌دار، Charadrius collaris
- سلیم پونا، Charadrius alticola
- سلیم دونواره، Charadrius bicinctus
- سلیم فالکلند، Charadrius falklandicus
- سلیم شنی کوچک، Charadrius mongolus
- سلیم شنی، Charadrius leschenaultii
- سلیم سینه‌بلوطی، Charadrius asiaticus
- سلیم خاوری، Charadrius veredus
- سلیم اوراسیایی، Charadrius morinellus
- سلیم شیلی، Charadrius modestus
- سلیم کوهستان، Charadrius montanus